# Пролеће
Пролеће (ијек. прољеће) једно је од четири годишња доба, после зиме и пре лета. Постоје различите дефиниције пролећа, али локална употреба појма варира у складу с локалном климом, културама и обичајима. По конвенцији, на северној полулопти траје део марта, цео април, мај и део јуна, а на јужној полулопти део септембра, цео октобар, новембар и део децембра. Када је на северној хемисфери пролеће, на јужној хемисфери је јесен и обрнуто.
На први дан пролећа, обданица и ноћ трају једнако, око дванаест сати (пролећна равнодневица). Како време одмиче од равнодневице, дужина обданице се повећава, а дужина ноћи смањује.
Пролеће симболизује препород, подмлађивање, обнову, васкрсење и поновни раст. Разне културе могу имати локална имена годишњих доба која имају мало еквиваленције с појмовима који потичу из Европе.

## Метеоролошка разматрања
Метеоролози генерално дефинишу четири годишња доба у многим климатским областима: пролеће, лето, јесен и зима. Оне су одређене вредностима њихових просечних температура на месечном нивоу, при чему свака сезона траје три месеца. Три најтоплија месеца су по дефиницији лето, три најхладнија месеца су зима, а празнине између њих су пролеће и јесен. Метеоролошко пролеће стога може почети на различите датуме у различитим регионима.
У САД и Великој Британији, пролећни месеци су март, април и мај.
У Аустралији и Новом Зеланду пролеће почиње 1. септембра и завршава се 30. новембра.
У Ирској, према галском календару, пролеће се често дефинише као фебруар, март и април.

## Астрономско и соларно рачунање
На северној хемисфери (нпр. Немачка, Сједињене Америчке Државе, Канада и УК), астрономска пролећна равнодневица (која варира између 19. и 21. марта) може се сматрати да се означава први дан пролећа, при чему летњи солстициј (око 21. јуна) обележава први дан лета. По соларном рачунању, пролеће се одржава тако да почиње 1. фебруара до првог дана лета на Први мај, при чему се летњи солстициј означава као средина лета уместо као почетак лета као код астрономског рачунања.
У традиционалном кинеском календару, „пролећна“ сезона (春) се састоји од дана између Личуна (3–5 фебруар), узимајући Чунфен (20–22 март) као средину, а затим се завршава у Ликсији (5–7 маја). Слично томе, према келтској традицији, која се заснива искључиво на дневном светлу и снази подневног сунца, пролеће почиње почетком фебруара (близу Имболка или Кандлемаса) и траје до почетка маја (Белтане).
Пролећна сезона у Индији је културно у месецима марту и априлу, са просечном температуром од око 32 °C. Неки људи у Индији, посебно из државе Карнатака, славе своју нову годину у пролеће, Угади.

## Еколошко разматрање
Почетак пролећа није увек одређен фиксним календарским датумима. Фенолошка или еколошка дефиниција пролећа односи се на биолошке показатеље, као што су цветање низа биљних врста, активности животиња и посебан мирис земљишта који је достигао температуру за цветање микрофлоре. Ови показатељи, заједно са почетком пролећа, варирају према локалној клими и према специфичном времену одређене године.
Неки еколози деле годину на шест годишњих доба. Поред пролећа, еколошки обрачун идентификује ранију одвојену препролећну (рану или претпролећну) сезону између хиберналне (зимске) и пролећне (пролећне) сезоне. Ово је време када цветају само најиздржљивији цветови попут шафрана, понекад док на земљи још има снежног покривача.

## Природни догађаји
Током раног пролећа, Земљина оса повећава свој нагиб у односу на Сунце, а дужина дневне светлости се брзо повећава за релевантну хемисферу. Хемисфера почиње значајно да се загрева, што доводи до „пролећног“ новог раста биљака.
Многе цветнице цветају у ово доба године, у дугом низу, понекад почевши када је снег још увек на тлу и наставља се у рано лето. У областима које обично немају снег, „пролеће“ може да почне већ у фебруару (северна хемисфера) или августу (јужна хемисфера), најављено цветањем листопадних магнолија, трешања и дуње. Многа умерена подручја имају суво пролеће, а влажну јесен, што доноси цветање у овој сезони, више у складу са потребом за водом, као и топлотом. Субарктичке области можда уопште неће доживети „пролеће“ до маја.
Нестабилно пролећно време може се чешће јавити када топли ваздух почне да надире из нижих географских ширина, док хладан ваздух још увек долази из поларних региона. Поплаве су такође најчешће у планинским пределима и близу њих у ово доба године, због топљења снега које убрзавају топле кише. У Северној Америци, Алеја торнада је најактивнија у ово доба године, посебно зато што Стеновите планине спречавају ширење топлих и хладних ваздушних маса на исток, и уместо тога их терају на директан сукоб. Поред торнада, суперћелије олуја са грмљавином могу такође произвести опасно велики град и веома јаке ветрове, за које се обично издаје јако упозорење на грмљавину или упозорење на торнадо. Чак и више него зими, млазне струје играју важну улогу у нестабилном и тешком времену на северној хемисфери у пролеће.
Пролеће на јужној хемисфери се на неколико значајних начина разликује од оног на северној хемисфери, укључујући:
- Не постоји копнени мост између земаља јужне хемисфере и антарктичке зоне који би могао да унесе хладан ваздух без утицаја великих површина воде који ублажавају температуру;
- Много је већа количина океана на јужној хемисфери на већини географских ширина;
- Постоји циркумполарни ток ваздуха (бурне 40-те и 50-те) непрекидан великим копненим масама;
- Нема еквивалентних млазних струјања; и
- Особености преокретања океанских струја у Пацифику.[18]